# Кайш-ду-Содре (станція метро)
38°42′22″ пн. ш. 9°8′42″ зх. д. / 38.70611° пн. ш. 9.14500° зх. д.
Ќайш-ду-Содр́е (порт. Cais do Sodré) — станція Лісабонського метрополітену. Знаходиться у південній частині міста Лісабона в Португалії. Розташована на Зеленій лінії (або Каравели), є кінцевою. Сусідня станція — «Байша-Шіаду». Станція берегового типу, глибокого закладення. Особливістю станції є те, що вона має три посадкових платформи у вигляді дуги: перша є термінальною бокового типу, тобто призначена для висадки прибулих пасажирів, інших дві являють собою подвійну посадкову платформу острівного типу, що дає доступ з її двох боків одночасно до двох поїздів у напрямку станції «Тельєйраш». Введена в експлуатацію 19 серпня 1998 року. Розташована в першій зоні, вартість проїзду в межах якої становить 0,75 євро. Назва станції походить від назви однойменної гавані, поблизу якої вона локалізована, і у буквальному перекладі з португальської мови означає «гавань Содре».

## Опис
Архітектура станції має багато спільного з архітектурою інших сучасних станцій міста. Архітектор — Nuno Teotónio Pereira, художні роботи виконали — António Dacosta, Pedro Morais. Станція має один центральний вестибюль, що знаходиться безпосередньо під залізничними коліями станції примиських поїздів Лінії Кашкайша, та має сім виходів на поверхню (шість з них з'єднують з залізничною станцією), а також ліфт для людей з фізичним обмеженням. Крім того, поблизу станції розташований однойменний річковий вокзал (швидкісне водне сполучення з містами-супутниками Лісабона — Алмадою, Сейшалом і Монтіжу через річку Тежу).

## Режим роботи[5]
Відправлення першого поїзду відбувається з кінцевих станцій лінії:
- ст. «Кайш-ду-Содре» — 06:30
- ст. «Тельєйраш» — 06:30

Відправлення останнього поїзду відбувається з кінцевих станцій лінії:
- ст. «Кайш-ду-Содре» — 01:00
- ст. «Тельєйраш» — 01:00

## Галерея зображень

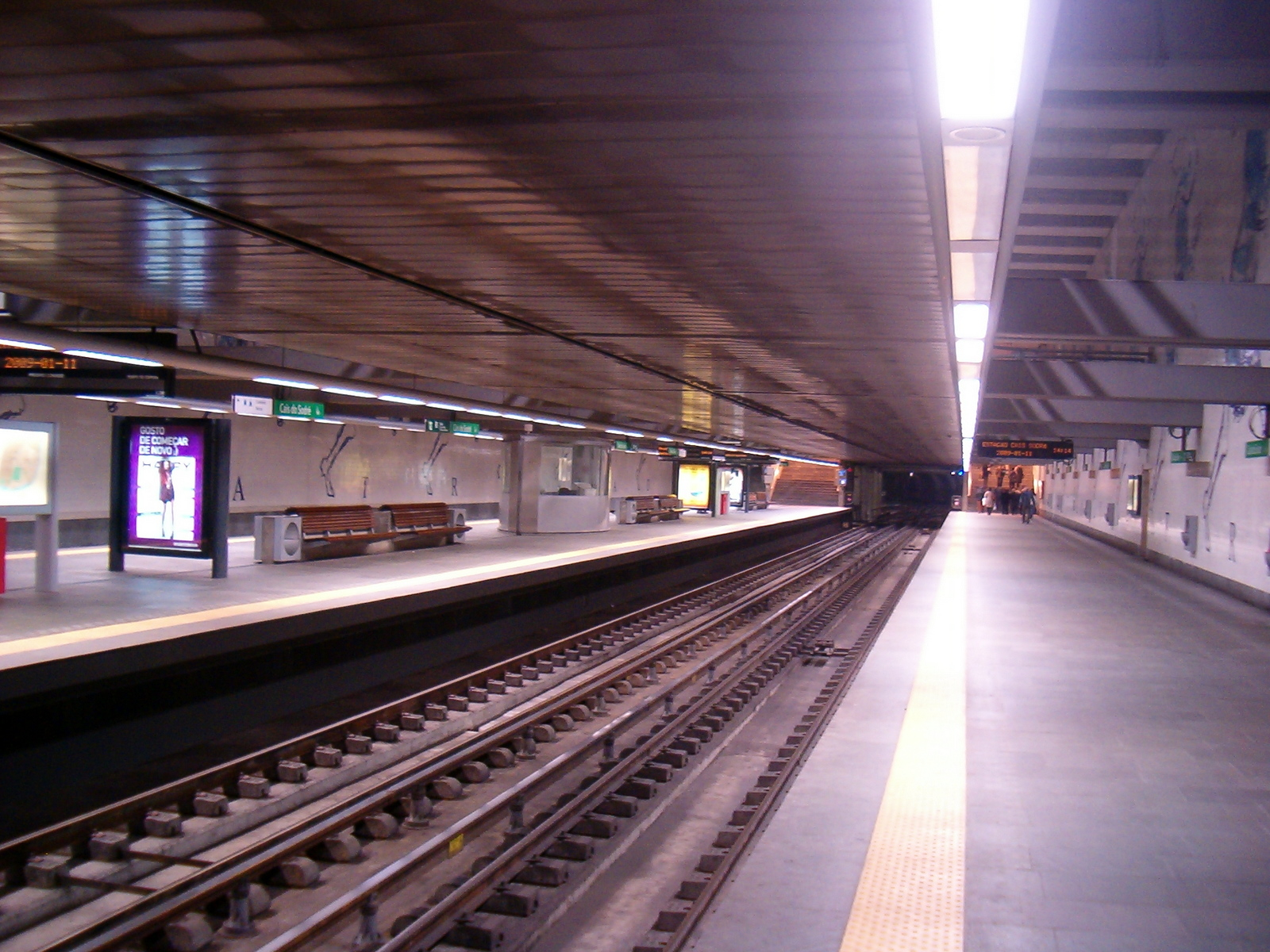
Головна зала і посадкові платформи станції
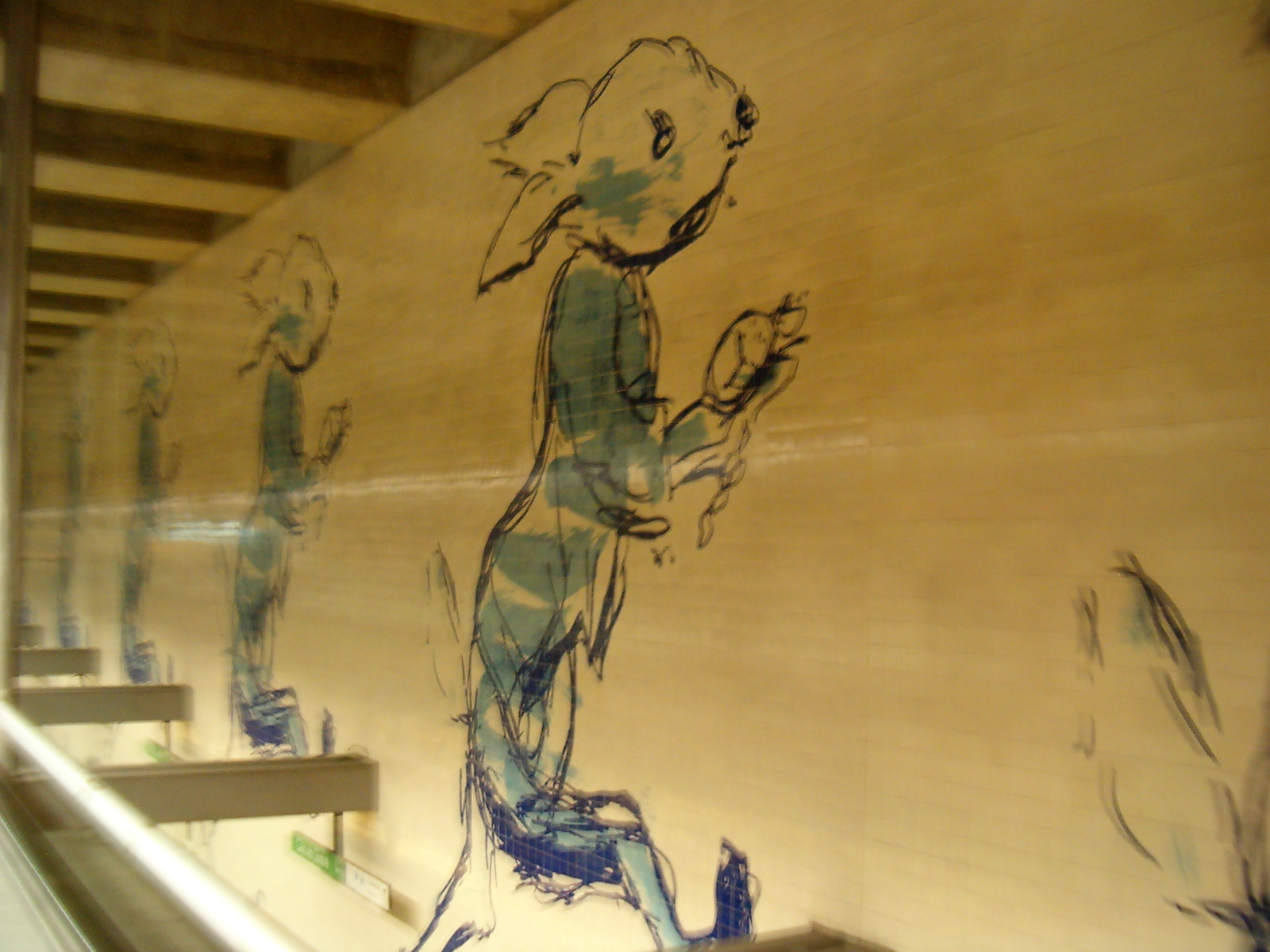
Декорація стін станції
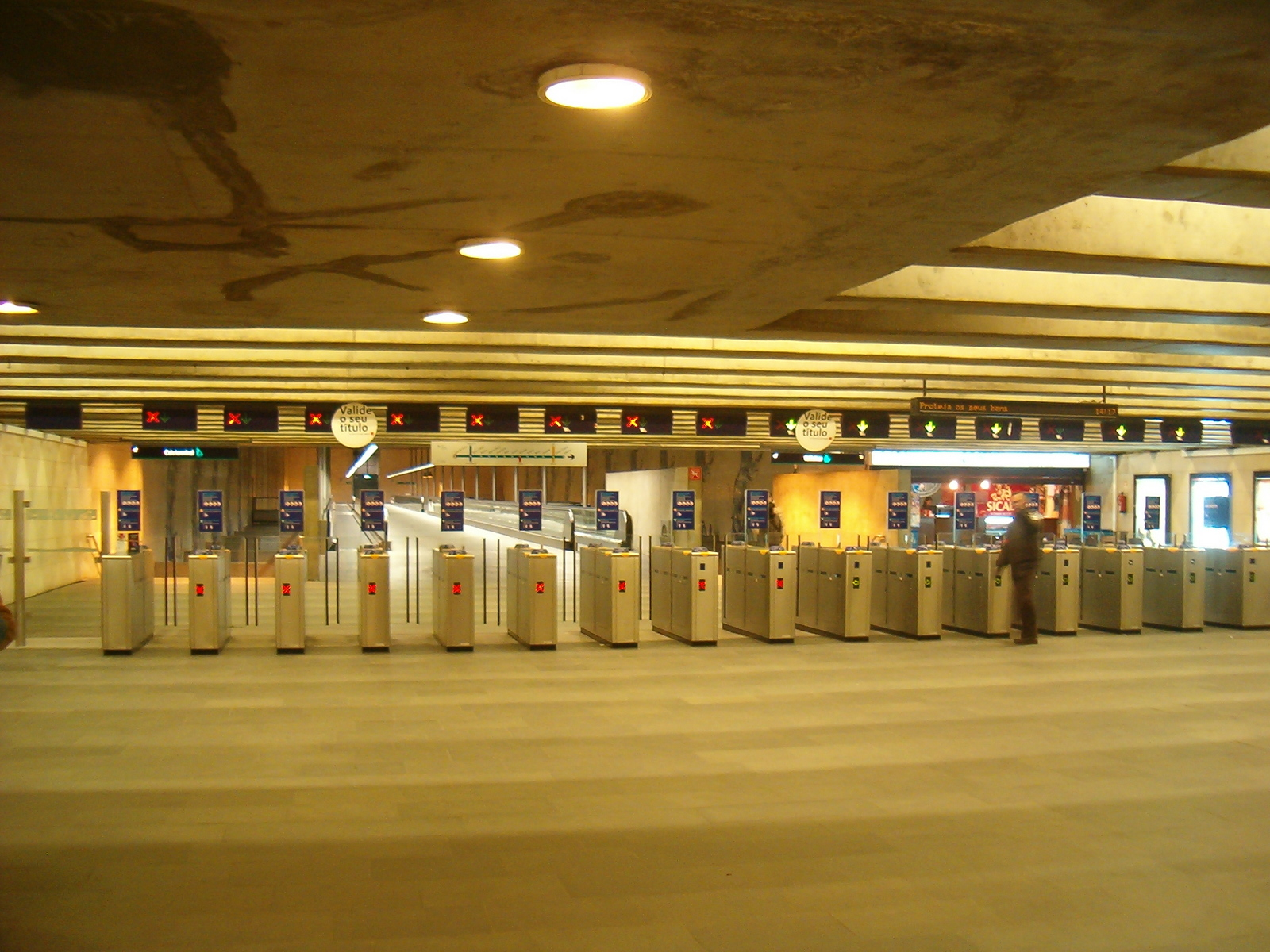
Пропускні турнікети у вестибюлі станції
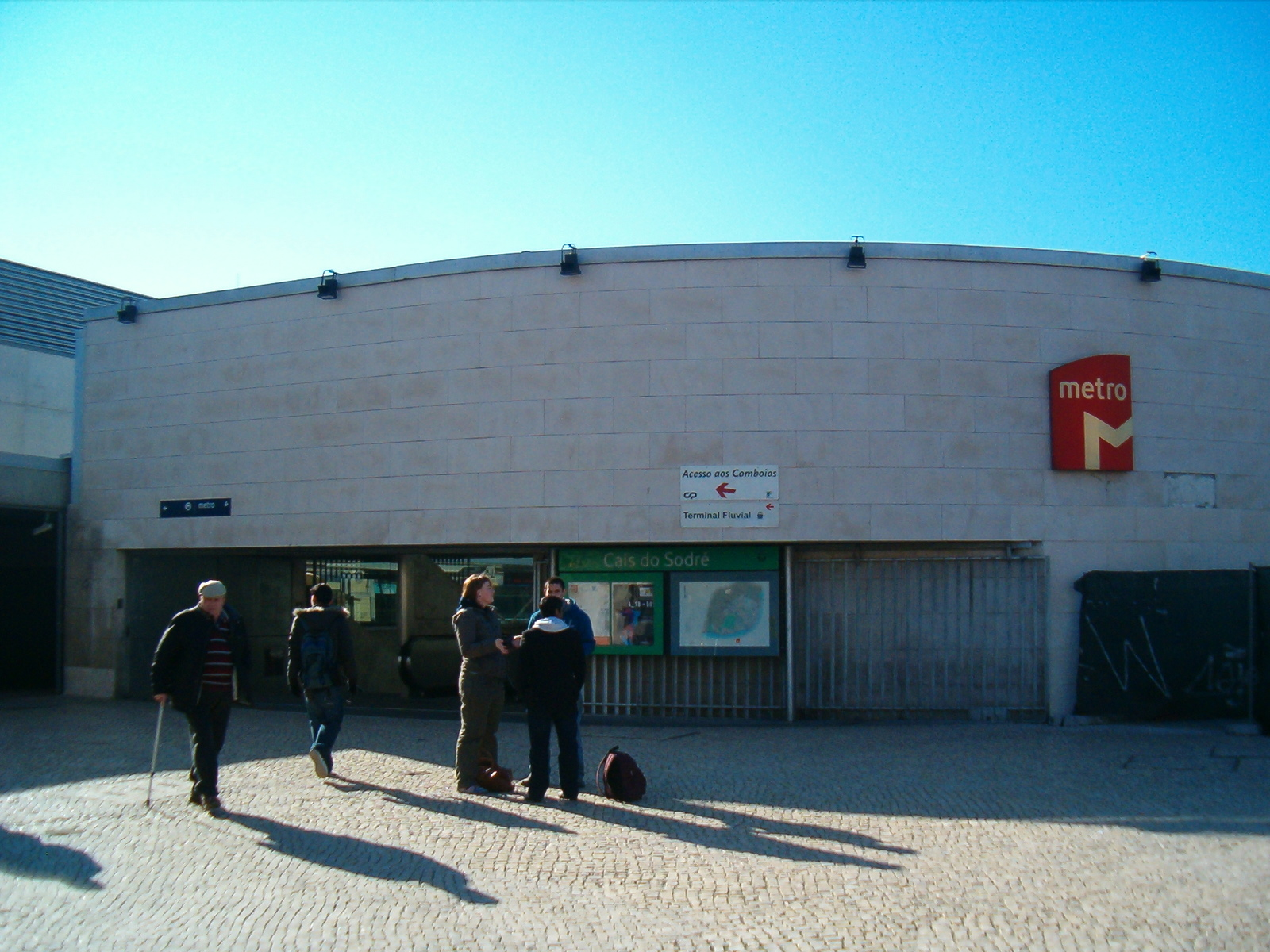
Головний вхід з вулиці до станції